# باتريك براسكا
باتريك براسكا (بالأحرف اللاتينية Patrick Brasca بالصينية 派偉俊) هو مغني وكاتب أغاني كندي تايواني.
ولد براسكا عام 1999 وهو من أصل صيني وأوروبي مختلط. بدأ يلعب الطبل بعمر الثالثة والإيتار بعمر التاسعة، وأبدى طموحه بأن يكون نجما بعمر الحادية عشرة. التقى بالمغني والممثل التايواني دجاي شو (بالأحرف اللاتينية Jay Chou) الذي أبدى إعجابه ببراسكا وضمّه إلى شركته JVR music.
انتشر صيته مع أغانيه في المسلسل التلفزيوني التايواني Love or Spend (بالصينية 戀愛鄰距離) الذي عرض عام 2015 خصوصا بأغنيتين هما "My Time" و"I Like You". كما أصدر السينغل "Can't Lose You Now". ويستعمل في بعض تسجيلاته اسم باتريك  من دون اسم العائلة.
عام 2016، ظهر مع دجاي شو في الموسيقى التصويرية لفيلم كونغ فو باندا 3 حيث غنى مع دجاي شو الأغنية الرئيسية "Try" باللغتين الصينية والإنكليزية. وقد شارك باتريك براسكا بتأليف بعض كلمات الأغنية.